# Ole Ernst
Ole Ernst (Copenhague, 16 de mayo de 1940 - ibidem, 1 de septiembre de 2013) fue un actor danés, activo en el teatro, televisión y cine. Actuó en 95 películas y programas de televisión desde 1967 hasta 2013. Actuó en la película Der er et yndigt land de 1983, que ganó una mención honorífica en el Festival de Cine Internacional 33º de Berlín.
Ernst murió el 1 de septiembre de 2013, a los 73 años de edad, por causas no reveladas.

## Filmografía selecta
- The Olsen Gang on the Track (1975)
- Per (1975)
- The Olsen Gang Sees Red (1976)
- Terror (1977)
- Fængslende feriedage (1978)
- The Olsen Gang Long Gone (1981)
- Der er et yndigt land (1983)
- Epidemic (1987)
- Katinka (1988)
- Stealing Rembrandt (2003)